# 1745年詹姆斯黨叛亂
1745年詹姆斯黨叛亂是查爾斯·愛德華·斯圖亞特為奪回英國王位的叛亂行動，試圖復辟斯圖亞特王朝。叛亂背景發生在奧地利王位繼承戰爭時，大多數英國軍隊部署在歐洲大陸。查爾斯·愛德華·斯圖亞特航行到蘇格蘭，在獲得詹姆斯黨協助下，連同蘇格蘭高地部落自格蘭芬南發動行動。最初叛亂團體在愛丁堡附近爆發的普雷斯頓潘斯戰役中獲得勝利，之後詹姆斯黨軍隊開始進駐英格蘭邊界卡萊爾。當部隊到達德比時，英國政府從歐洲大陸召回軍隊支援。隨後詹姆斯黨軍隊往北退守至印威內斯，雙方最後在蘇格蘭卡洛登高地爆發最後一場戰鬥。詹姆斯黨最後在卡洛登战役失敗使得行動告終，領導的查爾斯·愛德華·斯圖亞特則逃離蘇格蘭，最後流亡至法國。